# Grand Prix de Puyloubier
Le Grand Prix de Puyloubier est une course cycliste française disputée tous les ans à Puyloubier, dans le département des Bouches-du-Rhône. Elle est organisée par l'AVC Aix-en-Provence, club évoluant au plus haut niveau amateur. 
Cette compétition fait actuellement partie du calendrier national de la Fédération française de cyclisme. 

## Parcours
Le parcours est formé par un circuit de 15 kilomètres emprunté à huit reprises, soit une distance totale de 120 kilomètres. Celui-ci sillonne les flancs de la montagne Sainte-Victoire avec notamment la montée du Cengle (3,6 kilomètres à 5.7% de pente moyenne).

## Palmarès depuis 2012
| Année | Vainqueur          | Deuxième             | Troisième         |
| ----- | ------------------ | -------------------- | ----------------- |
| 2012  | Pascal Bousquet    | Thomas Roux          | Thomas Garcia     |
| 2013  | Victor Langellotti | Jérémy Martinez      | Arthur Ferrière   |
| 2014  | Dimitri Chauvin    | Florian Chauvin      | Thomas Grosbois   |
| 2015  | Valentin Diaz      | Arnold Reifler       | Florent Fache     |
| 2016  | Valentin Diaz      | Arnold Reifler       | Théo Matonti      |
| 2017  | Édouard Lauber     | Clément Carisey      | Adrien Guillonnet |
| 2018  | Filippo Tagliani   | Jaakko Hänninen      | Adrià Moreno      |
| 2019  | Christian Scaroni  | Jérémy Cabot         | Simon Carr        |
| 2020  | Clément Jolibert   | Florent Castellarnau | Clément Carisey   |
| 2021  | annulé             | annulé               | annulé            |
| 2022  | Romain Campistrous | Stefan Bennett       | Giacomo Ballabio  |
| 2023  | Rémi Capron        | Martin Tjøtta        | Alexander Konijn  |
| 2024  | Antoine Berger     | Clément Izquierdo    | Julien Marin      |
| 2025  | Sacha Bergaud      | Hugo Théot           | Huw Buck Jones    |